# Ectoedemia expeditionis
Ectoedemia expeditionis là một loài bướm đêm thuộc họ Nepticulidae. Nó được miêu tả bởi Mey năm 2004. Loài này có ở Namibia.